# Die Narbe (1976)
Die Narbe ist ein Spielfilmdrama von Krzysztof Kieślowski aus dem Jahre 1976. Zwei Jahre später kam der Film auch in die ostdeutschen Kinos. Wenig später wurde er im westdeutschen TV gezeigt.

## Handlung
Stefan Bednarz soll als Parteifunktionär den Bau einer Chemiefabrik in seinem Heimatort leiten. Die dortige Bevölkerung lehnt jedoch den Bau zu Teilen ab, da die Ortschaft damit zum Industriezentrum wüchse. Dadurch in einem Gewissenskonflikt resigniert Bednarz und tritt von seiner Aufgabe zurück.

## Auszeichnungen
Franciszek Pieczka erhielt beim polnischen Filmfestival 1976 den Preis des besten Schauspielers für seine Darstellung des Stefan Bednarz. Krzysztof Kieślowski erhielt für sein Filmdrama einen Ehrenpreis.

## Rezeption
Kultur online sieht das Werk als einen deutlich an den dokumentarischen Wurzeln Kieślowskis hängenden Film, der ein „tristes Bild […] von Polen“ zeichnet. Die „Farben sind dem Film förmlich ausgetrieben, grau statt blau ist der Himmel“.
Zelluloid.de würdigt auch die effektvolle Bildersprache des Dramas, erkennt aber vor allem den Weitblick des Films, „in dessen sensiblen Bildern sich bereits die ökologischen und politischen Katastrophen abzeichnen, auf die nicht nur das Polen der siebziger Jahre zusteuerte.“

## Klaps
Bei den Dreharbeiten entstand der dokumentarische Kurzfilm Klaps. Er zeigt mehrfach die fallende Filmklappe und kurze Szenenausschnitte aus dem Spielfilm.